# Луапула
Луапула е една от провинциите на Замбия. Разположена е в северната и част и граничи с Демократична република Конго. Площта ѝ е 50 567 км², а населението e 1 245 682 души (по изчисления за юли 2019 г.). Столицата на Луапула е град Манса.
Името на провинцията идва от реката Луапула. Провинцията се простира покрай северните и източните брегове на реката, от езерото Бангвеулу до езерото Мверу. Населението се занимава главно с риболов. Големи градове, освен столицата Манса, са Самфя, Нчеленге и др. Луапула е разделена на 7 района.